# جووانی جنتیله
جووانی جنتیله (ایتالیایی: Giovanni Gentile؛ ۳۰ مهٔ ۱۸۷۵ – ۱۵ آوریل ۱۹۴۴) یک فیلسوف، فاشیست و سیاست‌مدار اهل ایتالیا بود که از تاریخ ۳۱ اکتبر ۱۹۲۲ تا تاریخ ۱ ژوئیه ۱۹۲۴ سمت وزارت آموزش عمومی ایتالیا را برعهده داشت . او یک تئوریسین بزرگ فاشیسم به حساب می آمد که با تئوری های خاص خود همچون ایدئالیسم عمل گرا، به توسعه فاشیسم کمک های شایانی کرد . از مهمترین فیلسوفانی که جووانی جنتیله از آنها تاثیر گرفت میتوان به کارل مارکس و هگل اشاره کرد.